# دوروثيا آن فرانشي
دوروثيا آن فرانشي (بالإنجليزية: Dorothea Anne Franchi)‏ هي معلمة موسيقى وملحنة نيوزيلندية، ولدت في 17 فبراير 1920 في أوكلاند في نيوزيلندا، وتوفيت في 22 أغسطس 2003.